# 黒船亭

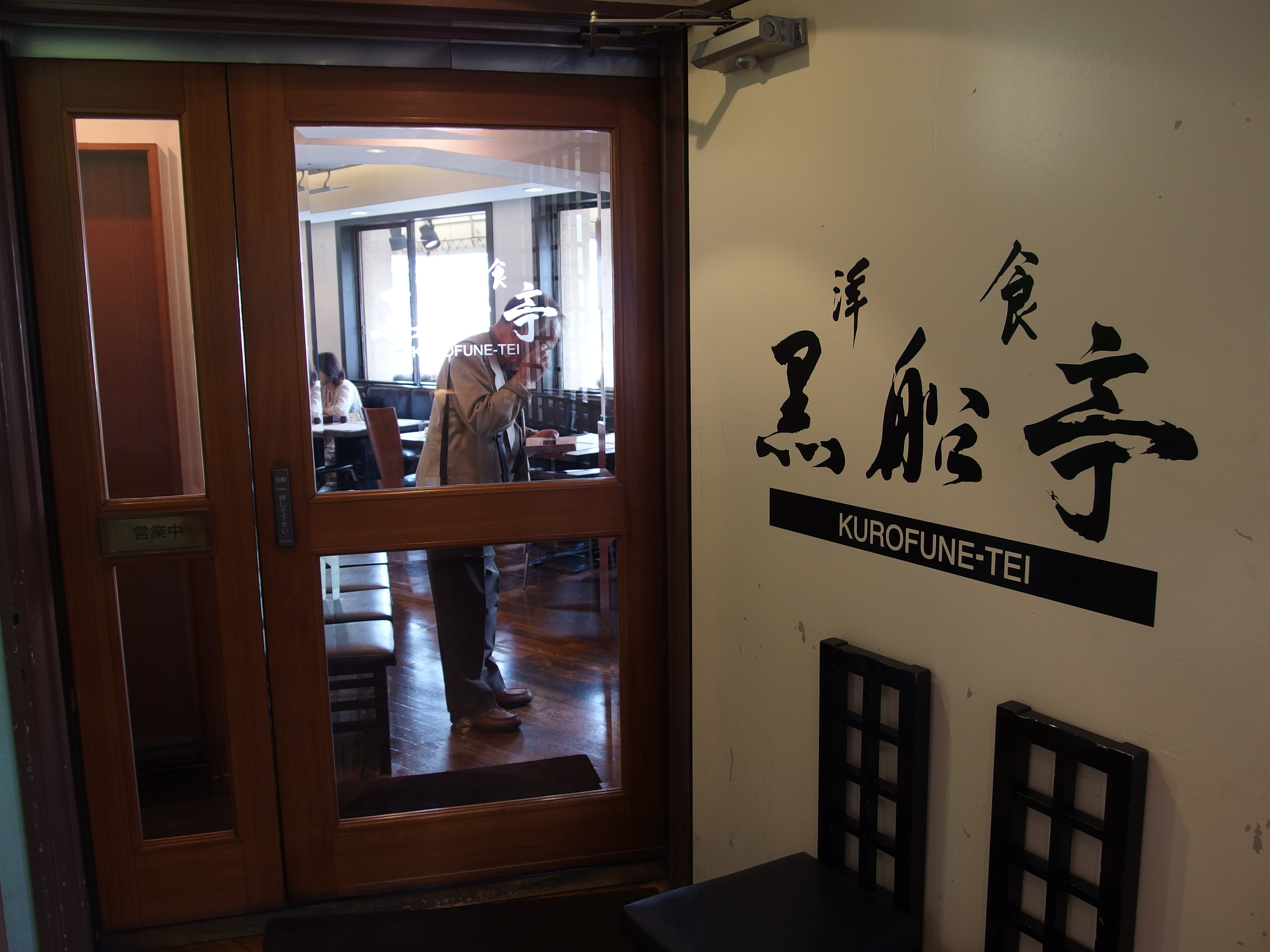
黒船亭 店舗入り口

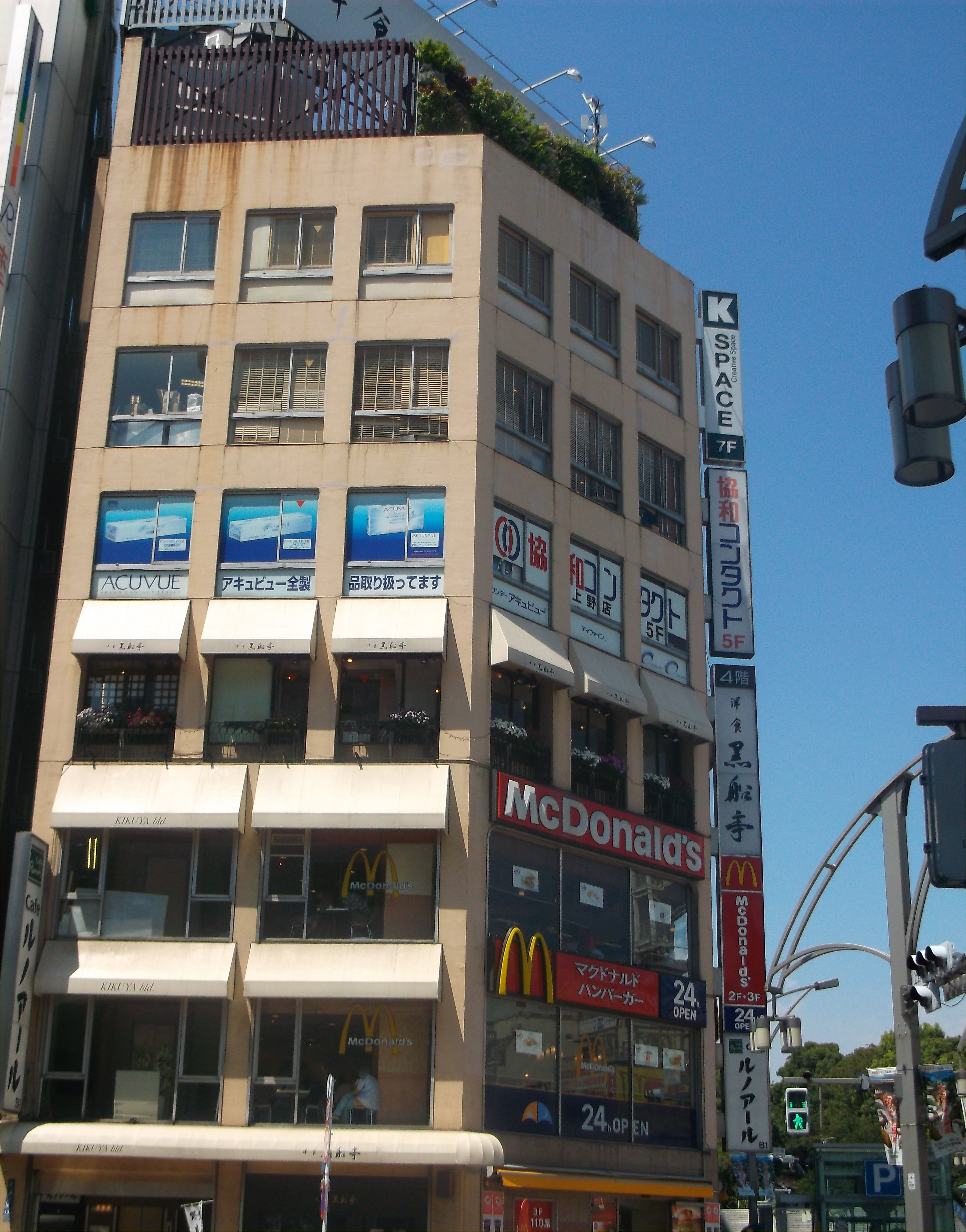
黒船亭が4階に入るキクヤビル

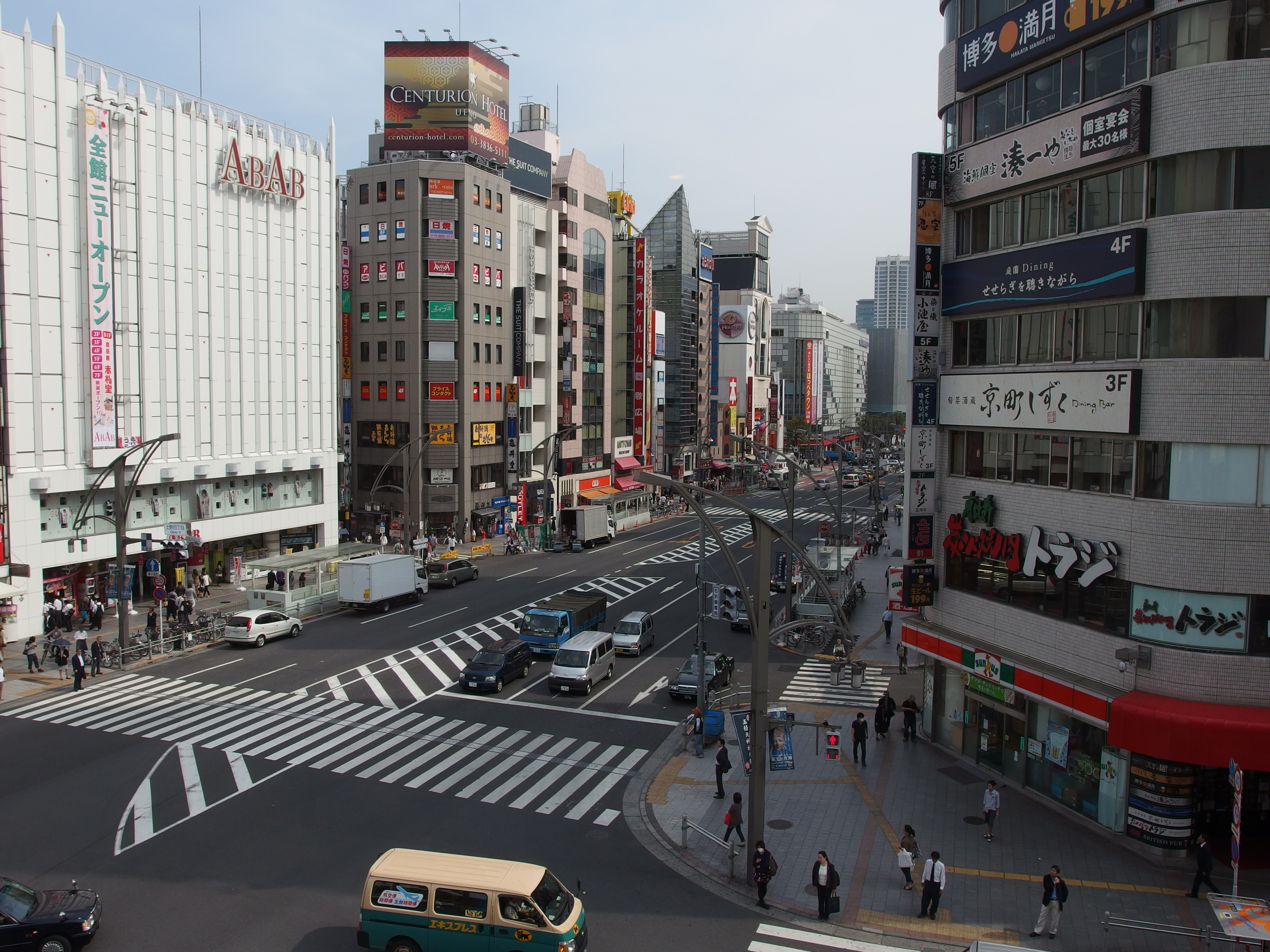
キクヤビル遠景（2014年） 左は「ABAB上野」

洋食 黒船亭（ようしょく くろふねてい）は、東京都台東区・上野駅周辺の洋食屋。明治期創業。

## 概要
「ご飯をおいしく食べる洋食」をコンセプトとした飲食店。料理のほどんとをハーフサイズで注文できる。
提供されるハヤシライスやビーフシチューに使用されるドミグラスソースは一週間以上かけて作られる。
「食べログ 洋食 百名店 2020」に選出されている。

## 歴史
須賀惣吉（初代）が明治35年（1905年）に上野公園にて料亭「鳥鍋」を創業する。鳥鍋は池や滝もあり、入浴も可能だったこともあって繁盛した。
大正6年（1917年）になると、現在の黒船亭のある場所で「カフェ菊屋」を開業する。カフェ菊屋は当時としては珍しい輸入酒やオードブル、ハヤシライスなどを提供していた。昭和12年（1937年）には台東区池之端に本格的な中華料理店「雨月壮」を開業する。雨月壮は皇族や政財界人に利用され、三島由紀夫の出版記念会が開催されたこともある。
これらの店は東京大空襲のために焼失することになった。昭和44年（1969年）にキクヤビルが竣工し、その4階にステーキハウスとフランス料理の店「レストランキクヤ」を開業。これが現在の「洋食 黒船亭」となる。レストランキクヤもジョン・レノンとオノ・ヨーコ夫妻が利用するなど、多くの著名人に愛される店となった。
黒船亭の屋号の使用は、昭和61年（1986年）からとなり、三代目によるもの。

## ギャラリー

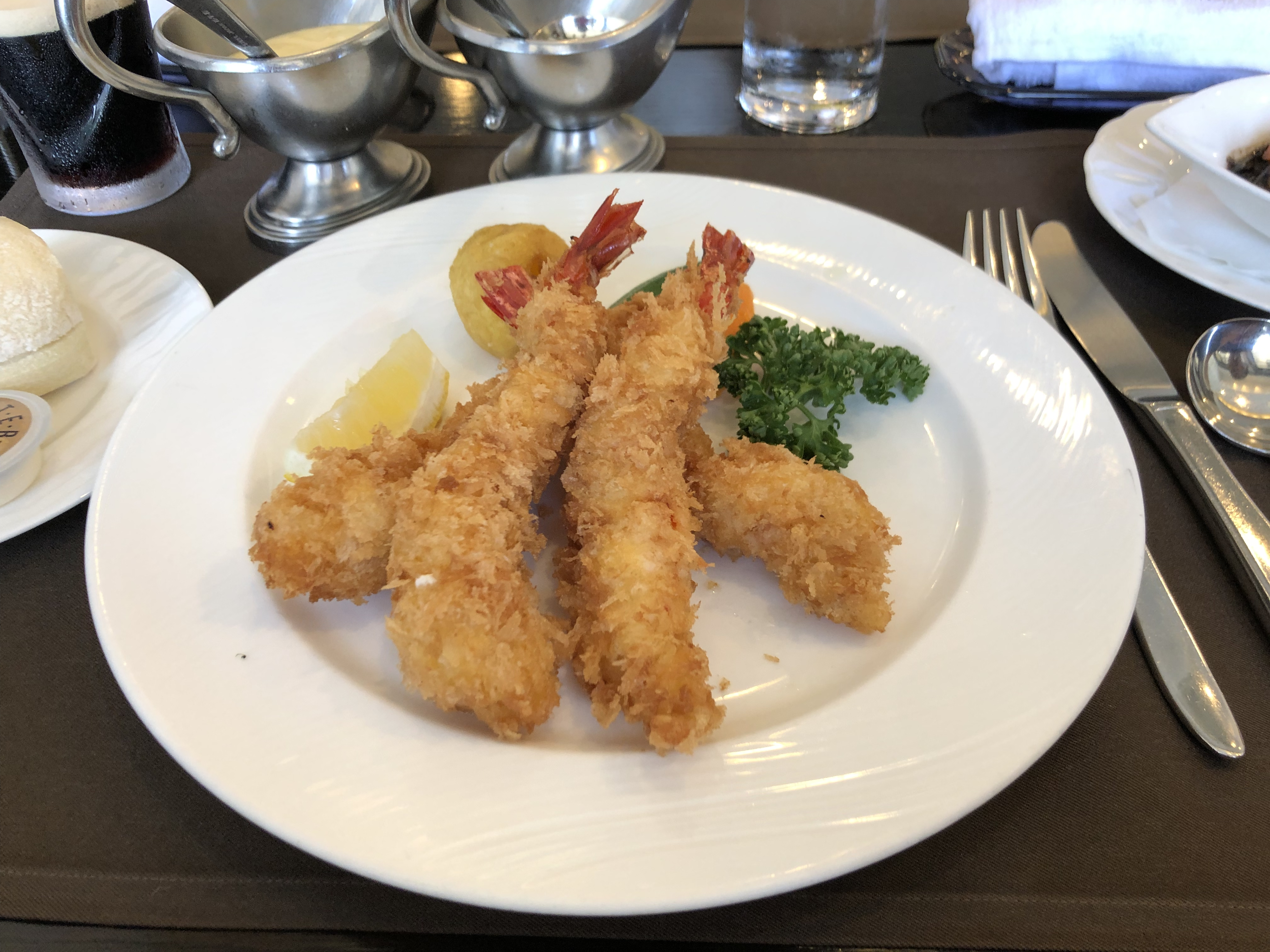
エビフライ
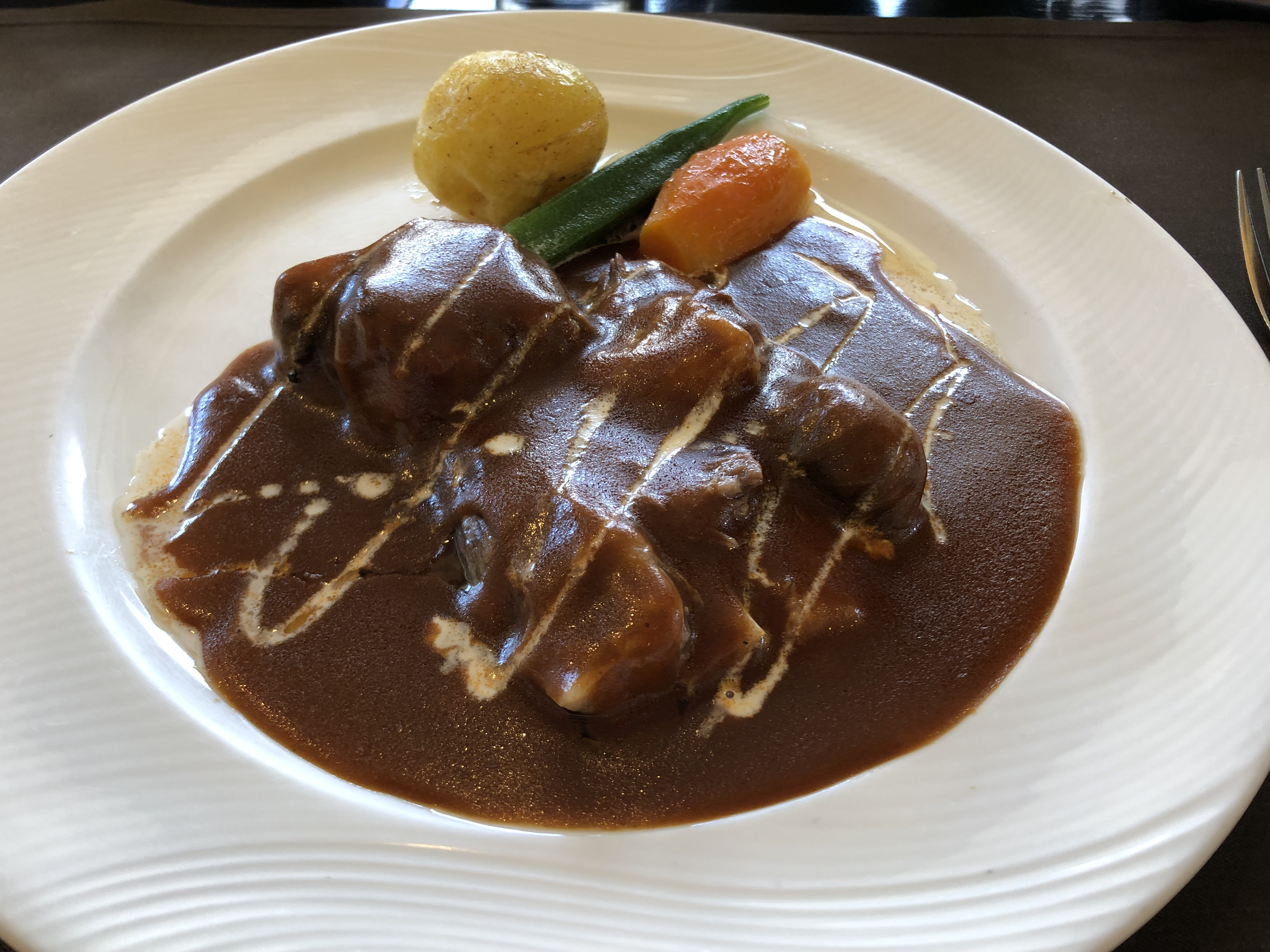
ビーフシチュー
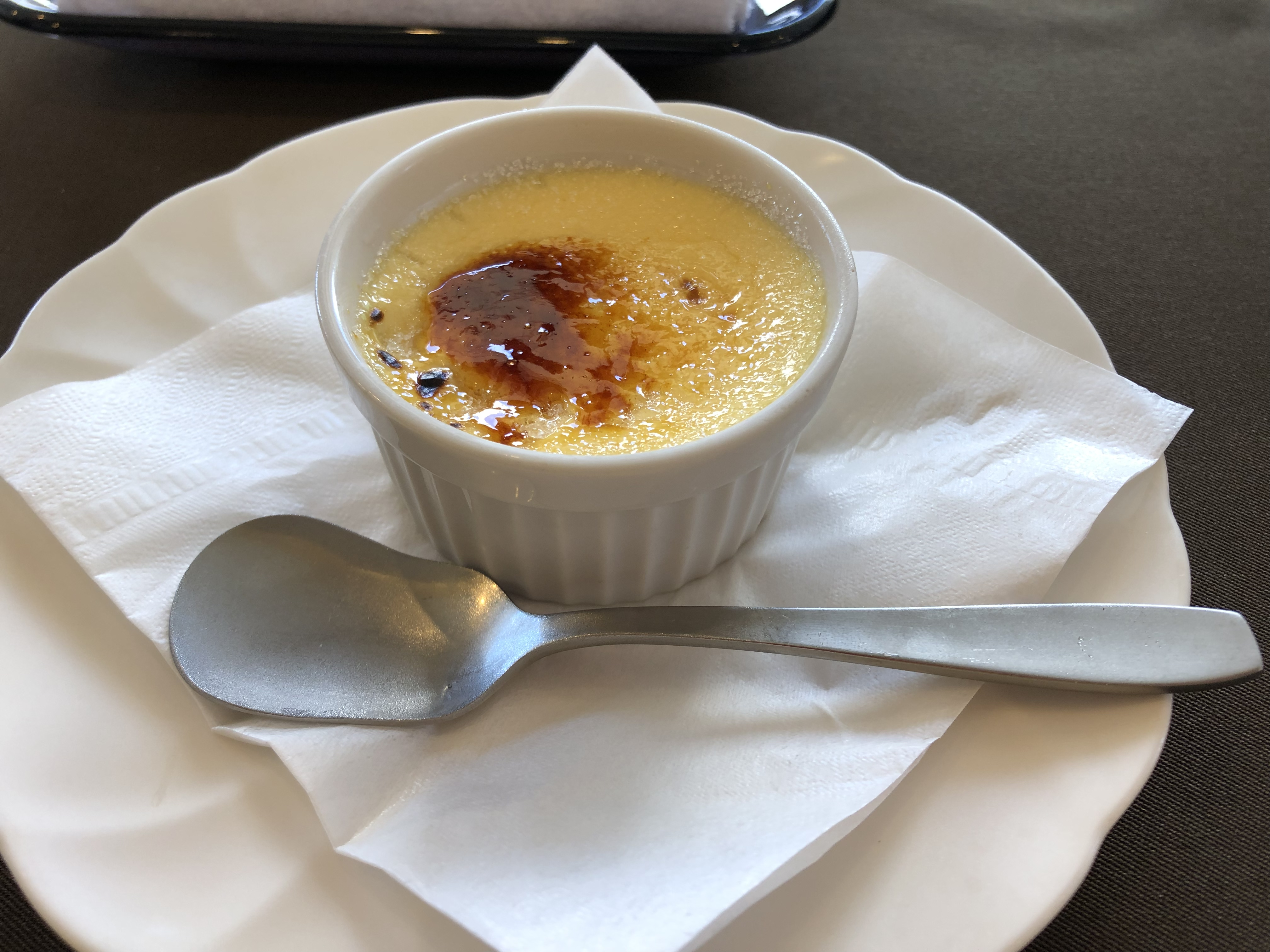
クレームブリュレ
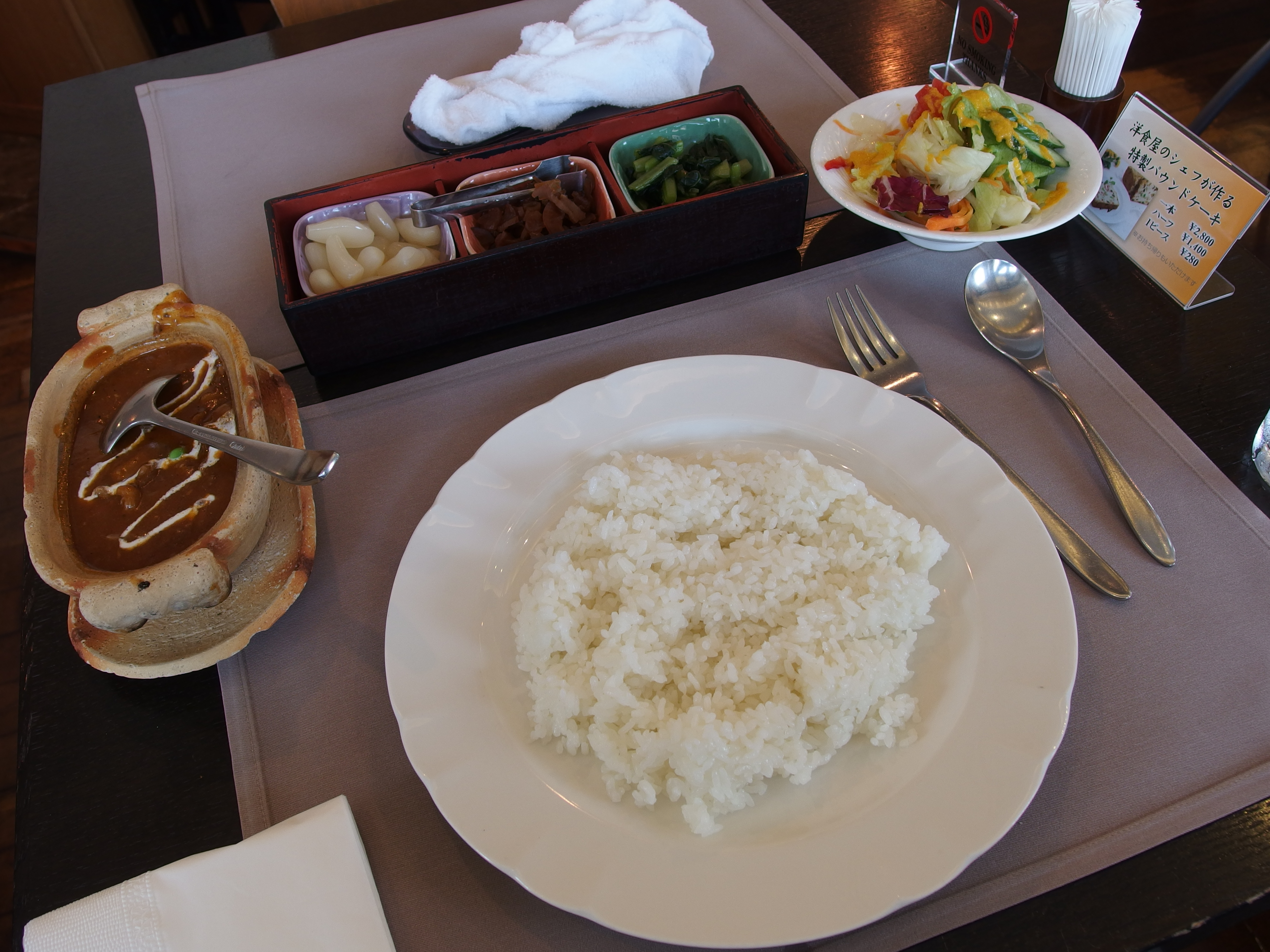
ランチセットのハヤシライス